# Hypopyra reducta
Hypopyra reducta là một loài bướm đêm trong họ Erebidae.